# Попков, Юрий Владимирович (футболист)
Ю́рий Влади́мирович Попко́в (6 июля 1961, Киев) — советский и латвийский футболист. Мастер спорта СССР (1990).

## Биография
В 1980 был принят в «Динамо» (Минск). За 4 года в команде вышел только 1 раз на поле, все остальное время провел в дубле. Проблема была в том, что начало 80-х — «звездное время» для минчан, которые выиграли золотые и бронзовые медали в это время.
В 1984 он перешёл в рижскую «Даугаву», где сразу стал игроком основы в полузащите. В латвийской команде провел свои лучшие годы, но в высшей лиге больше не сыграл.
В 1993-94 провел 2 сезона в 2-м дивизионе Швеции за клуб «Висбю». При этом постоянно вызывался в сборную Латвии.
В 1995-96 играл в Латвии, одновременно являясь играющим главным тренером.
В 1997 полностью переключился на тренерскую работу. Команды, которые тренировал Попков в конце 90-х были ведущими в латвийском чемпионате, уступая только безусловному лидеру — клубу «Сконто».
В 2001 работал главным тренером молодёжной сборной Латвии (U-21).
В 2003 принял команду «Юрмала», вместе с которой вышел в высшую лигу. Первые сезоны команда выступала удачно, но уже в 2006 снова боролась за выживание, что и привело к отставке Попкова.
Сезон 2007 он провел вне тренерской работы. В 2008 работал главным тренером клуба «Блазма» из города Резекне.
В июле 2009 назначен главным тренером литовского клуба «Таурас», который оставил по окончании сезона.